# نيكولاي باسكوف
نيكولاي فيكتوروفيتش باسكوف (بالروسية: Николай Викторович Басков) ولد في 15 أيار 1976 في روسيا، هو مطرب روسي شعبي، ومعروف بغناء كلا النغمة الكلاسيكية الأوبرالية، وأغاني البوب.
و هو جدير بالتقدير (2001)  ومغني شعبي شعبي لروسيا  ، ومغني لأوكرانيا ، ومعروف أيضا باشتراكه في البرنامج التلفزيوني للألعاب الفكرية «ماذا؟، أين؟، متى؟»، وهو أيضا عضو في فريق «ميكهايل بارشفسكي».
درس نيكولاي في أكاديمية غنيسين الموسيقية في موسكو، وطمح للدخول في كلية بيتر شايكوفسكي الحكومية، وي 1998 فاز بأول جائزة بمنافسة المغنون الروس الشباب، وبالجائزة الثانية في منافسة غرانديه فوسيه عام 1999 في إسبانيا.
و في نفس السنة دعي نيكولاي باسكوف للغناء في مسرحية بالشوي، حيث أدى أغلب النغم الأوبرالي مثل ييفكيني أونيغين، و برينس إيغور، و بوريس غودونوف و ترافياتا وغيرها.
في 2000 سجل أول ألبوم له بوسفيشينيه (الإخلاص). وتم تصوير الفيديو لـميموري أف كاروسو وقد تم بثها على التلفاز الروسي وضاعفت من شعبيته، ومنذ 2001 ترك باسكوف البالشوي ليبدأ حياته الفنية الناجحة. كما قام باسكوف بالغناء مع العديد من مغني البوب في الغالب، وأيضا مع مغنين كلاسيكيين كـكونتسيرات كاباليه. وبين تموز 2009 وآذار 2011 واعد أوكسانا فيدوروفا ملكة الجمال السابقة.
و في 2011 شاركت أقراص حفلة Romantic Journey صالة موسكو في أوستاد Luzhniki Stadium.و شارك وأوكيسترا لحماهير متحمسة لما يقارب 10,00 شخص. وتم تصويرها بأربع وعشرين كاميرا عالية الدقة، وتعد هذه الأوركيسترا الأكثر تفصيلا وغلاء قانت بها روسيا للعرض على تلفاز عالمي. كما غنا مقاطعا كلاسيكية من توسكا، لا بويم، ويرذر، توراندوت والعديد من الأغاني الشعبية،

## الألبومات
- ПосвЯщение ، 2000
- Посвящение на бис، 2000
- Шедевры уходящего века ، 2001
- Мне 25، 2001
- Никогда не говори прощай ، 2004
- Отпусти меня ، 2005
- Лучшие песни ، 2005
- Romantic Journey ، 2011

## الجوائز
- ميدالية تقدير الوطن الأم
- فرانسيسك سكورينا
- المغني الشعبي لروسيا
- المغني المفخم لروسيا
- المغني الشعبي لأوكرانيا
- المغني الشعبي لمالدوفا
- جائزة الفراموفون الذهبية
- الصوت روسيا الذهبي
- المغني الشعبي للشيشان

## روابط خارجية
- نيكولاي باسكوف على موقع IMDb (الإنجليزية)
- نيكولاي باسكوف على موقع ميوزك برينز (الإنجليزية)
- نيكولاي باسكوف على موقع ديسكوغز (الإنجليزية)
- نيكولاي باسكوف على موقع قاعدة بيانات الفيلم (الإنجليزية)
- نيكولاي باسكوف على موقع كينوبويسك (الروسية)